# Godsilia
Godsilia lanceolata
Genre
Espèce
Synonymes
- † Scomber orcynus Volta, 1796
- † Thynnus lanceolatus Agassiz, 1834

Godsilia est un genre fossile de poissons marins à nageoires rayonnées appartenant à la famille des Scombridae (une famille qui regroupe aujourd'hui, entre autres, les maquereaux et les thons), au sein de l'ordre des Perciformes qui vivait au cours de l'Éocène en Italie.
Une seule espèce est rattachée au genre : Godsilia lanceolata.

## Découverte et datation
Ses fossiles parfaitement préservés ont été découverts sur le célèbre site paléontologique (Lagerstätte) du Monte Bolca, en Vénétie (Italie). Godsilia lanceolata a vécu dans les lagons tropicaux de l'océan Téthys, précurseur de la Méditerranée, au cours de l'Éocène inférieur (Yprésien), il y a environ entre 50,5 et 48,5 Ma (millions d'années),.
L'espèce a été décrite en 1844 par le paléontologue suisse Louis Agassiz.
Au moins trois autres espèces de scombridés vivaient dans ce même environnement :
- Thunnoscomberoides bolcensis ;
- Pseudauxides speciosus ;
- Auxides propterygius.

## Description
Ce poisson d'une longueur d'environ 50 centimètres ressemblait à une thon de forme élancé, comme l'indique son nom d'espèce latin, « lanceolata » (en  forme de « fer de lance »). Les épines de ses nageoires dorsales et ses épines neurales étaient plus larges que chez d'autres scombridés de taille similaire. La majeure partie du corps, jusqu'à la base de la nageoire anale était couverte d'écailles épaisses de grande taille. Le reste du corps était recouvert de petites écailles. Godsilia possédait 33 ou 34 vertèbres. Ses nageoires pectorales sont longues, et ses deux nageoires dorsales sont proches l'une de l'autre. Ses dents sont plutôt grandes, coniques et très pointues.

## Classification
Avant la révision taxonomique de Kenneth A. Monsch en 2006, Godsilia lanceolata avait été décrit sous le nom de Scomber orcynus par G. S. Volta en 1796, puis considéré comme un proche parent des thons actuels par Louis Agassiz en 1834 sous le nom de Thynnus lanceolatus. 
K. A. Monsch le renomme Godsilia lanceolata en 2006 en indiquant que sa place taxonomique se situe entre les deux sous-familles de scombridés, les Scombrinae et les Scomberomorinae.